# Diego Abal
Diego Abal (Quilmes/Buenos Aires, 1971. december 28. –) argentin nemzetközi labdarúgó-játékvezető. Polgári foglalkozása testnevelő tanár.

## Pályafutása

### Nemzeti játékvezetés
A játékvezetői vizsgát 1993-ban tette le. Nemzeti labdarúgó-szövetségének játékvezető bizottsága minősítése alapján 1997-ben lett országos, majd 2005-től a Primera División játékvezetője. Küldési gyakorlat szerint rendszeres 4. bírói, illetve alapvonalbírói szolgálatot is végzett.
| Időpont             | Helyszín                             | Mérkőzés típusa                 | Mérkőzés                 | Eredmény |
| ------------------- | ------------------------------------ | ------------------------------- | ------------------------ | -------- |
| 2005. augusztus 27. | Gigante de Arroyito Stadion, Rosario | első Primera División mérkőzése | Rosario Central–CA Lanús | 4 – 0    |

### Nemzetközi játékvezetés
Az Argentin labdarúgó-szövetség (MAFIA) Játékvezető Bizottsága (JB)  terjesztette fel nemzetközi játékvezetőnek, a Nemzetközi Labdarúgó-szövetség (FIFA) 2008-tól tartja nyilván bírói keretében. A FIFA JB központi nyelvei közül a spanyolt beszéli. Több nemzetek közötti válogatott, valamint Copa Libertadores és
Copa Sudamericana klubmérkőzést vezetett. A COMNEBOL/FIFA JB besorolása szerint elit kategóriás bíró. A  nemzetközi játékvezetéstől 2014-ben búcsúzott.

#### Labdarúgó-világbajnokság
A 2011-es U17-es labdarúgó-világbajnokságon a FIFA JB hivatalnokként foglalkoztatta.
| Időpont          | Helyszín                       | Mérkőzés típusa              | Mérkőzés                    | Eredmény | Nézők száma |
| ---------------- | ------------------------------ | ---------------------------- | --------------------------- | -------- | ----------- |
| 2011. június 19. | Corona Stadion, Torreón        | csoportmérkőzés (D. csoport) | Egyesült Államok–Csehország | 3 – 0    | 15 083      |
| 2011. június 27. | Corregidora Stadion, Querétaro | csoportmérkőzés (F. csoport) | Ausztrália–Dánia            | 1 – 1    | 2 000       |

---
A  2014-es labdarúgó-világbajnokságon a FIFA JB bíróként alkalmazta. A játékvezetők előzetes kijelölése alapján az 52 fős keret tagja. A szűkített keretben már nem szerepelt. Selejtező mérkőzéseket az COMNEBOL zónában vezetett.
| Időpont           | Helyszín                               | Mérkőzés típusa            | Mérkőzés          | Eredmény | Nézők száma |
| ----------------- | -------------------------------------- | -------------------------- | ----------------- | -------- | ----------- |
| 2013. március 22. | Nemzeti Stadion, Lima                  | előselejtező (11. forduló) | Peru–Chile        | 1 – 0    | 50 000      |
| 2013. október 15. | Defensores del Chaco Stadion, Asunción | előselejtező (18. forduló) | Paraguay–Kolumbia | 1 – 2    | 7142        |

#### Konföderációs kupa
A 2013-as konföderációs kupa alkalmából a FIFA JB mérkőzés vezetőként foglalkoztatta.
| Időpont          | Helyszín                       | Mérkőzés típusa              | Mérkőzés          | Eredmény | Nézők száma |
| ---------------- | ------------------------------ | ---------------------------- | ----------------- | -------- | ----------- |
| 2013. június 19. | Cidade da Copa Stadion, Recife | csoportmérkőzés (A. csoport) | Olaszország–Japán | 4 – 3    | 40 489      |

#### Nemzetközi kupamérkőzések
Vezetett Kupa-döntők száma: 1.

##### Copa Sudamericana
| Időpont           | Helyszín                   | Mérkőzés típusa     | Mérkőzés                       | Eredmény | Nézők száma |
| ----------------- | -------------------------- | ------------------- | ------------------------------ | -------- | ----------- |
| 2011. december 8. | Casa Blanca Stadion, Quito | döntő első mérkőzés | LDU Quito–Universidad de Chile | 0 – 1    | 41 000      |